# Spelen för små stater i Europa 1985
Spelen för små stater i Europa 1985 var den första upplagan av Spelen för små stater i Europa och hölls i San Marino mellan den 23 och 26 maj 1985.

## Sporter
- Basket
- Cykelsport
- Friidrott
- Judo
- Skytte
- Simning
- Tyngdlyftning

## Medaljtabell
Källa:
  *   Värdland ( San Marino)
| Nr                  | Nation              | Guld | Silver | Brons | Totalt |
| ------------------- | ------------------- | ---- | ------ | ----- | ------ |
| 1                   | Island (ISL)        | 21   | 7      | 4     | 32     |
| 2                   | Cypern (CYP)        | 15   | 8      | 9     | 32     |
| 3                   | Luxemburg (LUX)     | 11   | 23     | 18    | 52     |
| 4                   | San Marino (SMR)*   | 2    | 11     | 11    | 24     |
| 5                   | Andorra (AND)       | 0    | 0      | 4     | 4      |
| 5                   | Liechtenstein (LIE) | 0    | 0      | 4     | 4      |
| 7                   | Monaco (MON)        | 0    | 0      | 2     | 2      |
| 8                   | Malta (MLT)         | 0    | 0      | 1     | 1      |
| Totalt (8 nationer) | Totalt (8 nationer) | 49   | 49     | 53    | 151    |